# صوفيا غودستيكر
صوفيا غودستيكر (15 يناير 1865- 20 مارس 1924) مصورة ألمانية مولودة في هولندا ورائدة في مجال الحركة النسوية، وواحدة من أبرز الناشطات في مجال حقوق المرأة في ميونيخ في مطلع القرن، وشريكة تجارية لأنيتا أوغسبورغ ورفيقة لها. عندما انحلت شراكتهما، أصبحت غوستيكر ناشطة نسوية أكثر اعتدالًا وشريكة لإيكا فرودنبرغ. كانت غودستيكر مصدر إلهام لثلاثة كتّاب مختلفين في تصويرهم لامرأةٍ أكثر ذكورية في خصالها، متحدية الصفات الأنثوية النموذجية. كانت كذلك أول امرأة ألمانية غير متزوجة تحصل على ترخيص ملكي للممارسة التصوير الفوتوغرافي، وأول امرأة ألمانية يُسمح لها بالمرافعة عن قضايا أمام محكمة الشباب.

## حياتها المبكرة
ولدت صوفيا غودستيكر في 15 يناير في عام 1865 في روتردام في هولندا، والدتها غريتيه (الاسم عند الولادة كليسر) ووالدها سولمون إلياس غودستيكر.غادرت العائلة روتردام في عام 1867 واستقرت في هامبورغ في ألمانيا. غادر الزوجان بعد ذلك مع أصغر أطفالهما وانتقلا إلى دريسدن، حيث توفي سلومون في عام 1892. التحقت غودستيكر بمدرسة الفنون في درسدن بإدارة أنيتا أوغسبورغ، التقت الشابتان في إحدى زيارات أنيتا إلى دريسدن. رأت كل من أوغسبورغ وغودستيكر أن ميونيخ ستكون مدينة متقبلة لفكرة نشاط تجاري تديره نساء، فنقلتا عملهما إلى ميونيخ بعد أن ورثت أوغسبورغ مالًا عن جدتها.

## مهنتها ونسويتها
وصلت غودستيكر وأوغسبورغ إلى ميونيخ وأسستا استديو هوفآتوليير إلفيرا في عام 1887. كانت غودستيكر أول امرأة ألمانية غير متزوجة تحصل على ترخيص ملكي لممارسة التصوير الفوتوغرافي. أصبح الاستديو مكانًا للقاء الطليعية وترددت عليه العديد من الشخصيات البارزة. من أمثال إيزادورا دانكن وماري أديلايد، دوقة لوكسمبورغ الكبرى وراينر ماريا ريلكه وغيرهم من الفنانين والمثقفين والملوك الذين التُقطت صورهم في الاستديو. حُلّت هذه الشراكة في عام 1898 وأدارت غودستيكر الاستديو بمفردها حتى عام 1908. عينت غودستيكر المهندس المعماري أوغست إندل لتصميم الاستديو في شارع فون دير تان 15، الذي أصبح مشهورًا جدًا. كانت الواجهة بلونها الفيروزي والبنفسجي على طراز فن الآرت نوفو (الفن الجديد)، مع التنين المنمق في نقشٍ بارز، علامة فارقة يمكن ملاحظتها فورًا. انضمت شقيقة غودستيكر الصغرى، ماتيلدا نورا، تدعى أحيانًا نورا، إلى العمل معها كمصورة. عندما شارفت حياة غودستيكر على النهاية، قامت بتأجير الاستديو إلى المصورة الفوتوغرافية إيما يوبليسين، لكن الحرب العالمية الأولى وما تلاها أدى إلى تشتيت العملاء التقليديين الذين كانوا روادًا للاستديو.
ومع نمو أعمالهما في مجال التصوير الفوتوغرافي، أصبحت المرأتان مناصرتين قويتين لحقوق المرأة، واهتمتا بإعادة تعريف المساحات النسوية. قصّت غودستيكر شعرها قصيرًا وارتدت ملابس مريحة بسيطة، فمثلت ما بدا للمعاصرين حينذاك أنه ذكورة أنثوية. كانت غودستيكر مصدر إلهام لشخصياتٍ عدة مثل شخصية «هانز» في عمل الكاتبة لو أندرياس سالومي حكم الفتيات، وشخصية «هي» في عمل فريدا فون بيلو هي وهو وشخصية «بوكس» في رواية إيرنست فون ولزوجين الجنس الثالث. تؤكد مقدمتا مذكرات سالومي وبيلو أن غودستيكر كانت مصدر إلهام الشخصيات الثلاثة تلك، وقد أطلقا على غودستيكر لقب «باك».
في عام 1889، انضمت غودستيكر وأوغسبورغ إلى الحركة التي تشجع إتاحة الدراسة الجامعية للنساء، وهي منظمة المرأة الألمانية للإصلاح، وانضمتا في العام التالي إلى جمعية الحياة المعاصرة لإدخال الحداثة إلى المجالات الاجتماعية والفنية النسوية. بقيت اجتماعات المنظمتين تحت مراقبة الشرطة، التي اعتقدت أن تلك الاجتماعات تعزز الفجور وتنتهك الحظر المفروض على مشاركة المرأة في السياسة. كانت أوغسبورغ المتحدثة الرسمية في كثير من الأحيان، بينما كانت مهمة غودستيكر هي إقناع السلطات بأن الاجتماعات لم تكن بغرض التحريض السياسي.
أسست غودستيكر وأوغسبورغ جمعية مصالح المرأة في مايو في عام 1894، لتوسيع نطاق المنظمات السياسية لتشمل المجال الاجتماعي الاقتصادي. كانت إيكا فرويدنبرغ واحدة من مؤسسي هذه المنشأة، وعلى الرغم من كونها ناشطة نسوية أكثر اعتدالًا، إلا أنها شغلت منصب مديرة للجمعية منذ عام 1896 حتى وفاتها. عندما انحلت الشراكة بين غودستيكر وأوغسبورغ، اتجهت غودستيكر نحو القضايا العملية للحركة النسوية مع التركيز على التكافؤ الاقتصادي والقانوني. تولت غودستيكر قيادة مكتب الحماية القانونية للجمعية منذ تأسيسه في عام 1898 حتى وفاتها وكانت أول امرأة ألمانية يسمح لها بتمثيل قضايا محكمة الشباب. لم تكن هناك حاجة إلى شهادة قانونية أو ترخيص في محاكم الشباب، وعلى الرغم من أن غودستيكر درست بنفسها إلا أن براعتها في الدفاع القانوني أكسبها احترامًا في ميونيخ. عندما انتهى بناء الاستديو الجديد، عاشت غودستيكر وأوغسبورغ معًا في المبنى خلف الاستديو في شارع كونيغين #3a. تحولت غودستيكر من اليهودية إلى البروتستانية في عام 1898.
توفيت غودستيكر في ميونيخ في 20 مارس في عام 1924.